# الملف الأزرق (فلم)
الملف الأزرق هو فيلم بوليسي تلفزي مغربي من إخراج محمد لطفي سنة 2001، و بطولة كل من محمد مفتاح، رشيد الوالي، سعاد خيي، حبيبة المذكوري، محمد العنقاوي.

## القصة
يحكي الفيلم قصة «نجيب» الذي يعمل في شركة تجارية، حيث وجده الحارس مقتولا في مكتبه ذات ليلة، حينما كان يدرس ملفا مهما يتعلق بالشركة. فتُحقّق الشرطة لمعرفة القاتل، والعلاقة بين الضحية وذلك الملف.